# Flusso viscoso
Per flusso viscoso si intende un particolare regime di flusso reale nel quale, a differenza del flusso inviscido (o "flusso non viscoso"), il movimento delle particelle è influenzato in maniera determinante dalla viscosità del fluido, ovvero nel quale ogni singola particella fa sentire la sua influenza nei confronti delle particelle vicine. 
L'esempio più tipico è il flusso di Stokes.
Un'altra differenza rispetto al flusso inviscido è la presenza dello strato limite, cioè una parte del fluido vicino all'interfaccia tra due fasi (ad esempio un corpo e il fluido circostante) in corrispondenza del quale sono evidenti gli effetti dell'attrito tra le due fasi. Fuori dallo strato limite (cioè nel bulk delle fasi) le ipotesi di flusso viscoso e inviscido portano invece allo stesso risultato, cioè resistenza fluidodinamica nulla.
Nel caso del flusso viscoso l'inerzia agisce sulla componente angolare diversamente per l'inviscido, per il quale invece agisce sulla quantità  di moto.